# Zapfenstreich am Rhein
Pour plus de détails, voir Fiche technique et Distribution.
Zapfenstreich am Rhein (titre français : Au service de l'amour) est un film allemand réalisé par Jaap Speyer sorti en 1930.

## Synopsis
L'Oberleutnant Oskar von Rastenfeld aest transféré dans une garnison de Rhénanie à titre de punition en raison d'une histoire d'amour avec la chanteuse d'opérette Daisy. Me Oberst, qui aime organiser des mariages, veut le rendre marié, et les fiançailles de Rastenfeld avec Dina Kemp, la fille d'un riche marchand de vin, ont également lieu. Cependant, Dina aime le chef d'orchestre Max Hoffmann, tandis que l'officier pense toujours avec envie à Daisy, dont le gramophone lui joue chaque jour la musique.
Daisy arrive à l'improviste et retrouve son amant cantonné chez les Kemp lors d'un exercice de service sur le terrain. Max Hoffmann, avec qui elle a travaillé dans un théâtre, lui raconte ce qui s'est passé. Daisy décide d'agir. Elle parvient à obtenir une invitation à la fête des Kemp. Elle fait complètement tourner la tête du marchand de vin et de l'oncle de l'Oberleutnant, le général von Rastenfeld. Le lendemain, le jeu intelligemment conçu réussit. Elle oblige le général à donner son accord pour le mariage en le mettant dans une situation dangereuse, à laquelle elle a heureusement amené toutes les personnes impliquées à temps.
L'extinction des feux, c'est aussi le concert de fiançailles de deux couples heureux : Daisy et Rastenfeld, ainsi que Dina et Hoffmann.

## Fiche technique
- Titre original : Zapfenstreich am Rhein
- Réalisation : Jaap Speyer
- Scénario : Alexander Alexander, Josef Mayen
- Musique : Will Rollins, Walter Sieber, Harry Waldau
- Direction artistique : Walter Reimann
- Costumes : Peter A. Becker, Joseph Max Jacobi
- Photographie : Friedl Behn-Grund, Franz Planer
- Son : Richard Masseck
- Production : Rolf Baum
- Société de production : Delog-Film Produktions- und Vertriebs GmbH
- Société de distribution : Triumph-Film
- Pays de production : Allemagne  République de Weimar
- Langue : Allemand
- Format : Noir et blanc - 1,33:1 - mono - 35 mm
- Genre : Comédie romantique
- Durée : 103 minutes
- Dates de sortie :
  - Allemagne  République de Weimar : 1er décembre 1930.
  - Hongrie : 11 avril 1931.
  - Slovénie : 12 septembre 1931.
  - Suède : 30 octobre 1931.
  - Finlande : 14 décembre 1931.
  - France : 29 avril 1932[1].
  - Espagne : 19 mai 1932.
  - Portugal : 30 août 1932.

## Distribution
- Charlotte Susa : Daisy Corinna
- Hans Stüwe : Oskar, comte von Rastenfeld, Oberleutnant
- Hermann Boettcher : le général von Rastenfeld, son oncle
- Wolfgang Zilzer : Karl, son aide de camp
- Camilla von Hollay : Karoline, sa gouvernante
- Hans Junkermann : le colonel
- Julia Serda : sa femme
- Ferry Sikla: Kemp, l'aubergiste
- Josefine Dora : sa femme
- Maria Solveg : leur fille Dina
- Else Reval (de) : Maly, la cuisinière des Kemp
- Lieselotte Jacobi : Resi, la femme de chambre des Kemp
- Ernst Verebes (hu) : Max Hoffmann, le maître de chapelle
- Paul Westermeier : Fritz Böttcher, sous-officier
- Siegfried Arno: Alfred Lewinsky, le prestidigitateur
- Bruno Steinwald : l'adjudant du général
- Siegfried Berisch : le premier créancier
- Karl Harbacher : le deuxième créancier
- Fritz Richard : le troisième créancier

## Production
Le film est tourné comme un film muet puis est synchronisé par deux systèmes, les movietone de Tobis et de General Electric.
Après sa première au Titania-Palast à Berlin , le film n'a pas un grand succès.